# Elisabeth Maier
Elisabeth Maier (z d. Vathje, ur. 17 marca 1994 w Calgary) – kanadyjska skeletonistka, brązowa medalistka mistrzostw świata.

## Kariera
Największy sukces w karierze osiągnęła w 2015 roku, kiedy podczas mistrzostw świata w Winterbergu wywalczyła brązowy medal. W zawodach tych wyprzedziły ją jedynie Elizabeth Yarnold z Wielkiej Brytanii oraz Niemka Jacqueline Lölling. W zawodach Pucharu Świata zadebiutowała 12 grudnia 2014 roku w Lake Placid, zajmując drugie miejsce. Rozdzieliła tam na podium Elizabeth Yarnold i Austriaczkę Janine Flock. W klasyfikacji generalnej sezonu 2015/2016 zajęła ostatecznie dziewiąte miejsce. Reprezentowała swój kraj na Igrzyskach Olimpijskich w 2018 roku, gdzie zajęła 9. miejsce.